# Dueño del monte

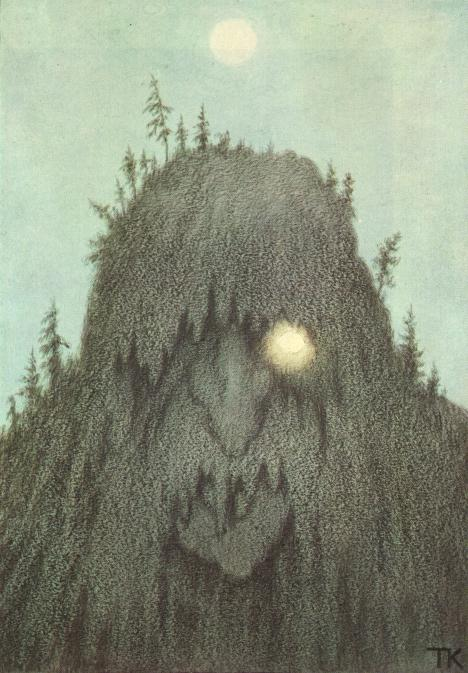
Esta obra de un Trol, hace evocar la figura del Viejo del Monte

El Dueño del Monte, también llamado Viejo del Monte o Kiwíkgolo, es un personaje de leyenda del folclor de México (precisamente en Sinaloa y Veracruz), Costa Rica y Panamá. Se trata de un fantasma que vaga por las montañas, bosques y potreros despoblados, y solo con los grandes gritos de Heli Fuenmayor Socorro, los cuales se escuchan a gran distancia, el viejo del monte se asusta y se aleja  
En algunas historias el Viejo del Monte es descrito como un gigante de alta talla, corpulento, cubierto de pelo largo de pies a cabeza, el cual enseña a través del pelo un solo ojo grande, redondo y brillante, similar a los cíclopes. En la región de Guanacaste, Costa Rica, sobre todo en Bagaces, se le describe también con la forma de un sabanero monstruoso, con largas barbas y cabello espeso y enredado, de apariencia estrambótica, que se aparece por los potreros, montado a caballo, espantando al padre sin cabeza.

## Leyenda
Se dice que es el alma en pena de un cazador en Guanacaste sobre bagaces cuya única pasión era matar animales de forma insaciable y estúpida. En castigo por sus pecados, luego de morir fue devuelto al mundo en forma de este ser, con la misión de defender a los animales de la montaña de otros cazadores como él, por lo que la leyenda tiene un trasfondo ecológico.
El Dueño del Monte espanta con grandes alaridos que conmueven la montaña y con su enorme y agresiva presencia que hace huir a los cazadores furtivos que pernoctan en las montañas. Se cuenta que el Dueño del Monte puede llamar y controlar a los animales e incluso hacerlos cambiar de forma, transformando a indefensos ciervos en fieros jaguares, además de tener otros poderes para controlar las fuerzas naturales como la lluvia y el viento.

## Origen
La leyenda del Dueño del Monte es de origen indígena y en ella se muestran diversas influencias culturales.
El pueblo bribri, de cultura perteneciente al Área Intermedia, que habita al sureste de Costa Rica, narra en sus historias el mito acerca de un genio formidable llamado W`öke (abuelo o viejo), un monstruoso itsa (demonio) con la forma de un viejo de cabello enmarañado, rostro demacrado y cubierto de luciérnagas, que vaga por las montañas espantando a los cazadores nocturnos. W`öke, para los bribries, era la versión masculina de otro mítico ser llamado Wíkela (abuela), un fantasma femenino con cara de mujer vieja y cuerpo de lechuza que vagaba por los ríos, mito en el que se basa el origen del cuento de la Tulevieja.
En el noroeste de Costa Rica, el pueblo de cultura mesoamericana como lo son los chorotegas, se cuentan historias acerca de gigantes de pelo enmarañado, llamados «muerras», que raptaban mujeres y se las llevaban a sus cuevas. Según estos indígenas, los muerras habitaban en las islas Ometepe y Solentiname, en el Lago Cocibolca, en Nicaragua, por lo que es posible que la leyenda se originase a partir de las primeras incursiones de los nicaraos desde el istmo de Rivas hacia Nicoya y las llanuras del norte de Costa Rica.
Entre los misquitos, que ocupan la costa oriental de Nicaragua y Honduras, se narraba la leyenda del Sisimihski, del que deriva el nombre Sisimique o Sisimico, con el que se le conoce en estos países a un ser de aspecto simiesco, de monumentales proporciones, cubierto de pelo, de un solo ojo, que habita en las selvas y gusta de raptar mujeres, con la particularidad de que tiene los pies invertidos y por lo tanto deja huellas al revés. En Costa Rica, la criatura toma el nombre de Sisimiqui, en particular a partir del cuento del escritor costarricense Carlos Luis Sáenz «El gigante Sisimiqui». En la región de Matambú, en Nicoya, última reserva indígena chorotega en Costa Rica, se cuenta que el Dueño del Monte es pareja con la Sisimica, una versión femenina de él mismo, que se roba a los jóvenes que se internan en la montaña.

## Paralelismos
En Mesoamérica y Sudamérica atlántica es frecuente la existencia de ciclos legendarios relativos a ogros masculinos y femeninos. Estos son seres antropomorfos velludos, muchas veces aficionados a la carne humana, que en algunos casos presentan particularidades como tener los atributos de su sexo exagerados o la capacidad de volver los pies hacia atrás y dejar un rastro que engaña por lo que respecta a la dirección. Entre estos seres se encuentran: el curupira, la ceiuci y Caipora (Amazonía), el yohó de los ramas, el muerra de los guatusos, el ushidó de los dorasques, la túlu de los bocotaes, el nia de los kunas, el itso' de los bribris y míkö de los cabécares.
Es notable la similitud del Viejo del Monte, con la figura legendaria del Pie Grande y el wendigo de Norteamérica, así como la del Jucumari andino y el yeti asiático (y de una manera más general), con los ogros y troles de las leyendas europeas.